# سیارک ۵۰۹۲
سیارک ۵۰۹۲ (به انگلیسی: 5092 Manara، نامگذاری:1982FJ) پنج هزار و نود و دومین سیارک کشف شده‌است که در ۲۱ مارس ۱۹۸۲ کشف شد.
قدر مطلق سیارک برابر ۱۱٫۰۰ است.